# Острівна лінія (острів Вайт)
50°41′01″ пн. ш. 1°08′17″ зх. д. / 50.6835° пн. ш. 1.138° зх. д.
Острівна лінія (англ. Island Line) — залізнична лінія на острові Вайт, Велика Британія.
Лінія сполучає місто Райд з містом Шанклін.
Довжина — 13,7 км, ширина колії — 1435 мм.
В 1967 лінія була електрифікована.
Система електрифікації — контактна рейка, напруга — 630 V, постійний струм.
На станції Смоллбрук-джанкшн має сполучення з Паровою залізницею острова Вайт, що функціонує у туристичному режимі.
На більшій частині свого маршруту лінія проходить вздовж A3055, перетинаючи цю дорогу через тунель Райд і мости в Ровборо, Мортон-Коммон, Лейк-гілл і Літлстайрз.

## Історія
Перша дистанція нинішньої Острівної лінії між станціями Райд-Сінт-Джонс-роуд та Шанклін відкрито 23 серпня 1864 року.
Лінію продовжували від Райд-Сінт-Джонс-роуд до Райд-Еспланейд (5 квітня 1880) і від Райд-Еспланейд до Райд-Пір-Гед (12 липня 1880)
.
Лінія також була продовжена з протилежного кінця від станції Шанклін до станції Вентнор 10 вересня 1866, проте ця дистанція була закрита 26 лютого 1969
.
У минулому Острівна лінія була частиною великої мережі залізниць острова Вайт, які належали до різних компаній.
В 1923 році, коли більшість залізниць Великої Британії були згруповані у «велику четвірку», залізниці острова Вайт увійшли до складу Південної залізниці.
В 1948 році залізниці острова Вайт були націоналізовані та увійшли до складу державної залізничної компанії British Rail.
Острівна лінія працювала на паровій тязі до 31 грудня 1966 року.
З січня 1967 року проводили електрифікацію лінії.
Після електрифікації лінію знову відкрито 20 березня 1967 року.
У той же час в 1966 році були закриті решта залізниць острова Вайт.
Тільки одна з них, нинішня Парова залізниця острова Вайт, була знову відкрита в 1971 як туристична
..
Після виведення з експлуатації метровагонів класу 483 4 січня 2021 року лінію було закрито для проведення модернізації та заміни рухомого складу на електропоїзди класу 484
.
Після модернізації лінію знову відкрито 1 листопада 2021 року